# Pinus devoniana
Pinus devoniana Lindl. – gatunek drzewa iglastego z rodziny sosnowatych (Pinaceae). Występuje w Gwatemali i Meksyku.

## Morfologia
PokrójDrzewo o szerokiej, stożkowatej lub zaokrąglonej koronie. Koronę kształtują długie, rozpostarte lub wzniesione gałęzie pierwszego poziomu z rzadkimi gałęziami kolejnych poziomów.
PieńNajczęściej pojedynczy, wyprostowany, osiąga do 20–30 m wysokości i 80–100 cm średnicy. Kora czerwonobrązowa do ciemnobrązowej, szorstka, z wiekiem wykształca podłużne płytki rozdzielone głębokimi czarnymi szczelinami.
LiścieRównowąskie igły zebrane w pęczki po 5, o długości (17)25–40(45) cm i szerokości 1,1–1,6 mm. Igły mogą być sztywne i proste lub giętkie i opadające.
SzyszkiMęskie kwiatostany zebrane w klastry blisko końców młodych pędów. Szyszki żeńskie wyrastają na krańcach pędów, w okółkach złożonych z 1–4 szyszek. Niedojrzałe często rosną wzniesione, jednak po zapyleniu odginają się ku nasadzie pędów. Młode szyszki są podłużnie jajowate i purpurowobrązowe. Dojrzałe są podłużnie jajowate ze skośną podstawą, osadzone na krótkich i trwałych szypułkach. Po otwarciu osiągają 15–35 cm długości i 8–15 cm średnicy.

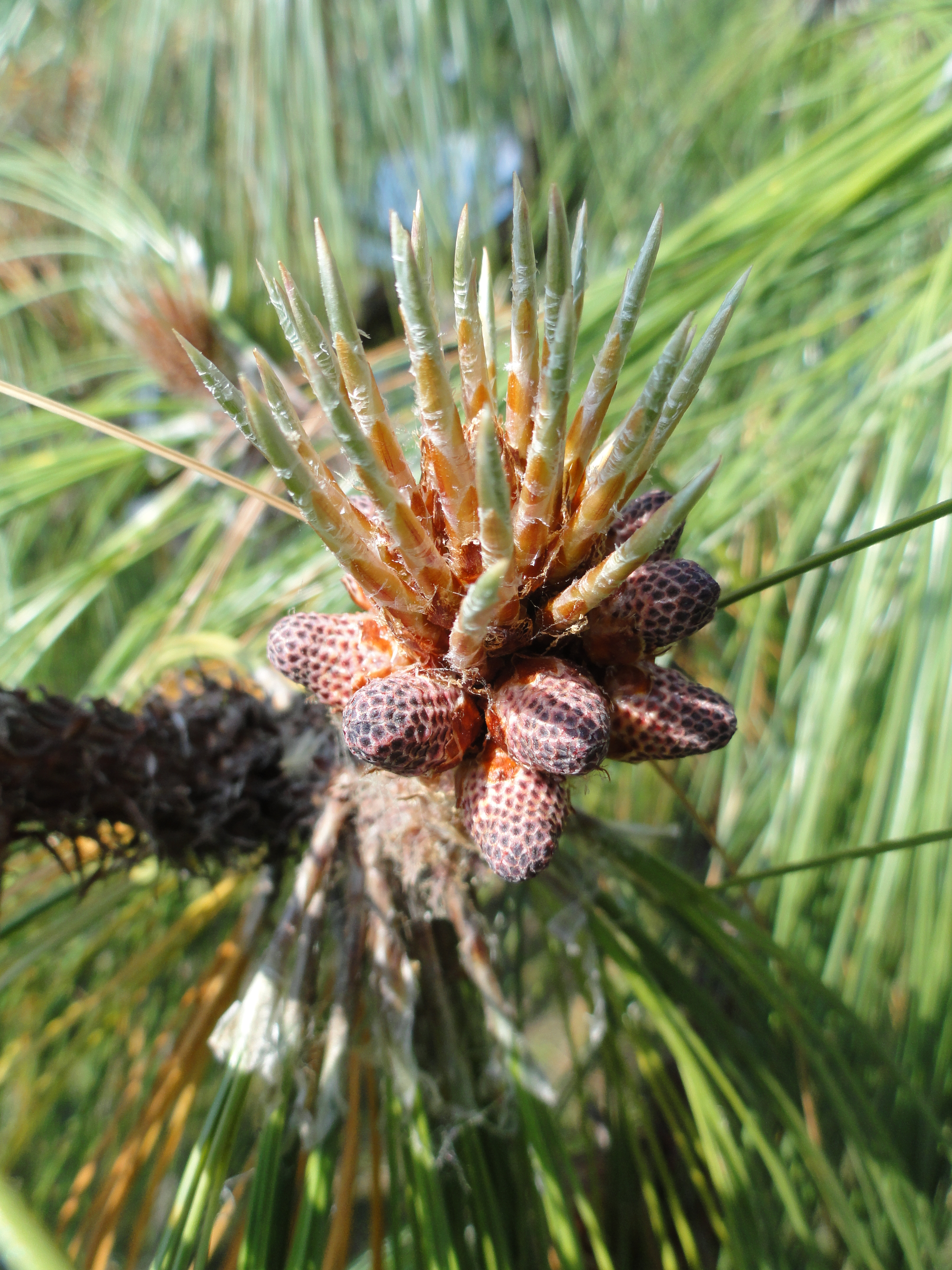
Liście i kwiatostany męskie
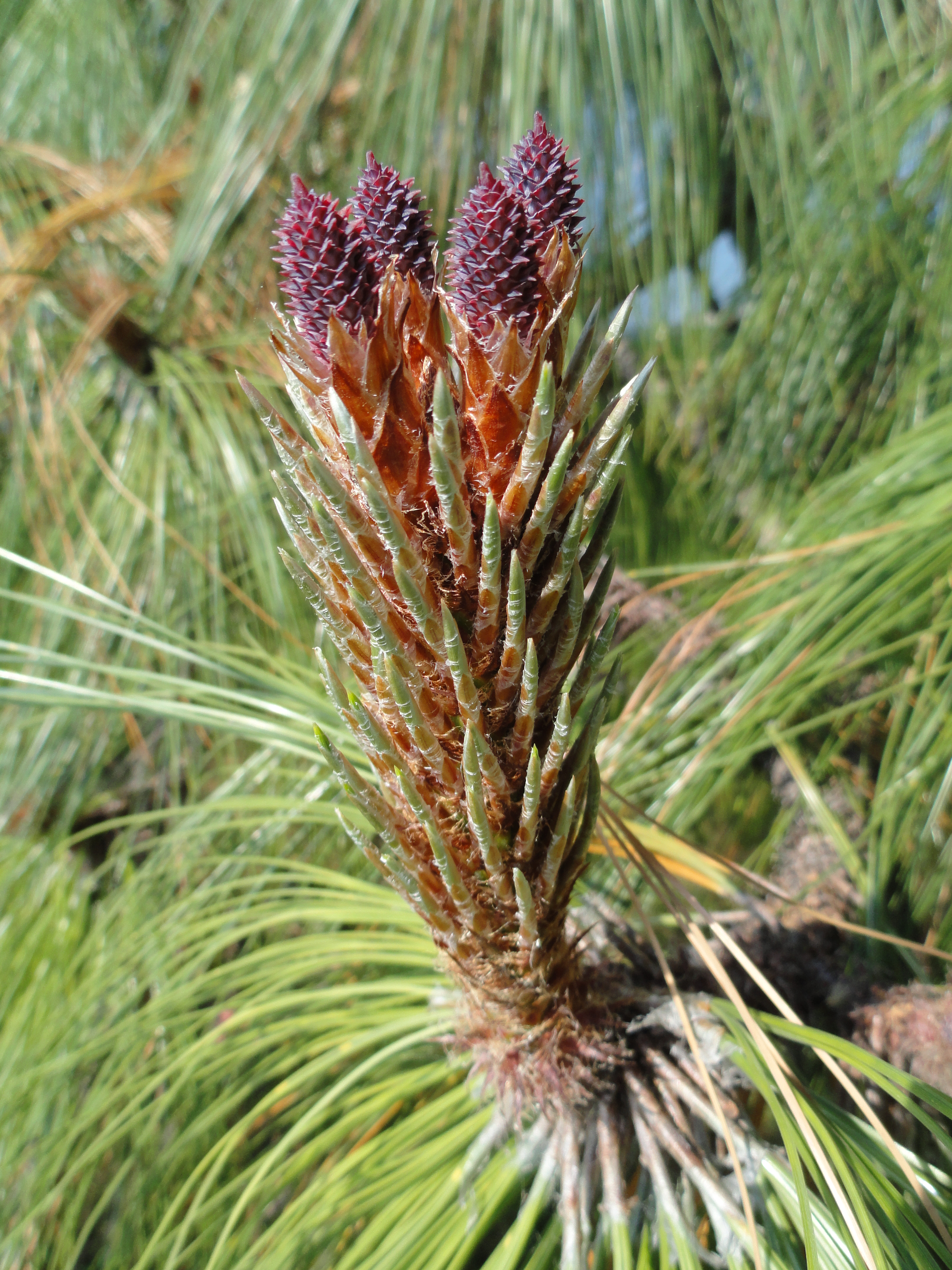
Liście i młode szyszki żeńskie
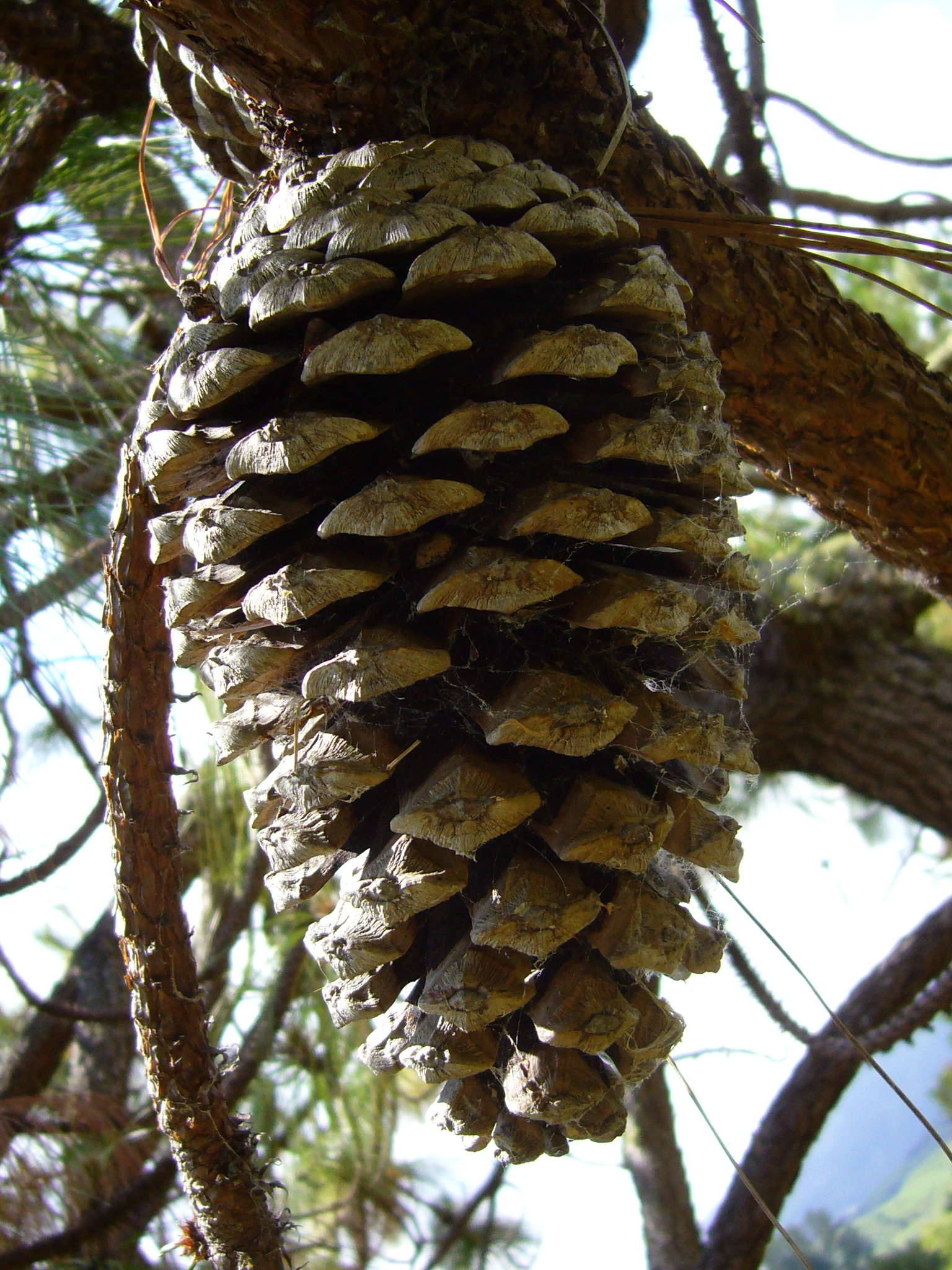
Szyszka

Gatunki podobnePinus montezumae.

## Biologia i ekologia
Pinus devoniana to drzewo wieczniezielone. Igły pozostają na drzewie przez 2–3 lata. Szyszki nasienne dojrzewają w ciągu 2 lat, po czym otwierają się i opadają, pozostawiając na gałązkach po kilka łusek.
Pinus devoniana jest głównym gospodarzem rośliny pasożytniczej Arceuthobium aureum subsp. petersonii (Oaxaca, Chiapas), A. durangense (Durango, Sinaloa, Jalisco), A. globosum subsp. grandicaule (południowy Meksyk) i A. oaxacanum.

## Systematyka i zmienność
Synonimy: Pinus macrophylla Lind. 1839, P. montezumae A. B. Lambert var. macrophylla (Lind.) Parl. in Candolle 1868, P. filifolia Lind. 1839, P. grenvilleae G. Gordon 1847, P. wincesteriana G. Gordon 1847, P. michoacaensis Roezl 1857, P. magnifica Roezl 1857, P. ocampii Roezl 1857, P. zitacuarensis Roezl 1857, P. nee-plus-ultra Roezl 1858, P. zitacuarensis Roezl var. nitida Roezl ex Carriere 1867, P. verschaffeltii Roezl ex Carriere 1867, P. pawlowskiana Roezl ex Carriere 1867, P. michoacana Martínez 1944, P. michoacana Martínez var. cornuta Martínez 1944, P. michoacana Martínez var. quevedoi Martínez 1944, P. michoacana Martínez var. cornuta Martínez f. nayaritana Martínez 1948, P. michoacana Martínez f. procera Martínez 1948, P. michoacana Martínez f. tumida Martínez 1948.
Pozycja gatunku w obrębie rodzaju Pinus:
- podrodzaj Pinus
  - sekcja Trifoliae
    - podsekcja Ponderosae
      - gatunek P. devoniana

Tworzy mieszańce z Pinus montezumae.

## Zagrożenia
Międzynarodowa organizacja IUCN umieściła ten gatunek w Czerwonej księdze gatunków zagrożonych, ale przyznała mu kategorię zagrożenia LC (least concern), uznając go za gatunek najmniejszej troski, o niskim ryzyku wymarcia. Klasyfikację tę utrzymano w kolejnym wydaniu księgi w 2013 roku.